# Gorna Rositsa
Gorna Rositsa (bulgariska: Горна Росица) är ett distrikt i Bulgarien.   Det ligger i kommunen Obsjtina Sevlievo och regionen Gabrovo, i den centrala delen av landet, 150 km öster om huvudstaden Sofia.
Omgivningarna runt Gorna Rositsa är en mosaik av jordbruksmark och naturlig växtlighet. Runt Gorna Rositsa är det ganska glesbefolkat, med 43 invånare per kvadratkilometer.